# Adriaen van de Velde
Adriaen van de Velde (Amsterdam, batejat 30 de novembre de 1636 - Amsterdam, 21 de gener de 1672) va ser un pintor i dibuixant neerlandès. Especialitzat en la pintura de paisatge i animals. Fill de Willem van de Velde el Vell i germà de Willem van de Velde el Jove, també pintors.

## Biografia
Adriaen no volia ser un pintor de marines com el seu germà, de manera que va realitzar el seu aprenentatge al taller de Jan Wijnants, pintor de paisatges. Allà va entrar en contacte amb Philips Wouwerman, qui sembla que ho va ajudar en els seus estudis d'animals i va exercir una poderosa influència en el seu estil. Els seus progressos van ser excepcionalment ràpids, i va ser emprat pel seu mestre per a la realització de les figures incloses en les seves composicions de paisatge. La mateixa feina va tenir amb Meindert Hobbema, Jacob van Ruysdael, Adriaen Hendriksz Verboom i d'altres artistes contemporanis. Segons Arnold Houbraken, va morir mentre estava col·laborant amb Jan van der Heyden i Frederik de Moucheron, pintant animals per a les seves obres.

## Obres
Els temes favorits per a les seves pròpies obres van ser escenes en prats oberts, amb ovelles, vaques i cabres, que executava amb destresa i precisió, colors clars i tons platejats. Va pintar també algunes petites obres amb escenes hivernals de patinadors i diverses obres de tema religiós que li va encarregar una «schuilkerk» (església clandestina catòlica) d'Amsterdam, entre elles un Descendiment.
A més a més de les prop de dues-centes obres catalogades que se li atribueixen, va executar uns vint gravats, diversos dels quals va realitzar a l'edat de catorze anys. Es caracteritzen per la delicadesa i rigor del traç.

## Galeria
|  |  |  |